# Kurt Waitzmann
Kurt Friedrich Rudolf Waitzmann (* 30. Januar 1903 in Sandersdorf; † 21. Mai 1985 in Berlin) war ein deutscher Schauspieler und Synchronsprecher. 

## Biografie
Waitzmann nahm 1928/29 Schauspielunterricht in Mannheim, wo er auch sein Bühnendebüt gab. Weitere Theaterstationen waren Dessau und Leipzig. Seit 1934 lebte er in Berlin. Er spielte hier an verschiedenen Bühnen nicht nur in Schauspielinszenierungen, sondern auch in Musicals mit, so zum Beispiel als Colonel Pickering in My Fair Lady.
1937 gab Waitzmann in Karl Ritters Kriegsfilm Unternehmen Michael sein Spielfilmdebüt. Neben Gustav Knuth spielte er im Melodram Zwischen Hamburg und Haiti, des Weiteren in Erik Odes Abenteuerverfilmung von Wilhelm Speyers Jugendroman Kampf der Tertia, in Robert Siodmaks Ost-West-Drama Tunnel 28 und Paul Verhoevens Filmdrama Roman einer Siebzehnjährigen.
Ab 1964 wurde sein Gesicht dem bundesdeutschen Kinopublikum vor allem durch Krimis nach Edgar Wallace bekannt. In insgesamt sieben Verfilmungen spielte er unter drei verschiedenen Regisseuren (Franz Josef Gottlieb, Alfred Vohrer und Harald Reinl) überwiegend dubiose Charaktere: Die Gruft mit dem Rätselschloß, Der Hexer (beide 1964), Neues vom Hexer, Der unheimliche Mönch (beide 1965), Der Bucklige von Soho (1966), Der Mönch mit der Peitsche (1967) und Der Hund von Blackwood Castle (1968).
Auch in der zweiten großen Spielfilmreihe des deutschsprachigen Kinos der 60er Jahre wirkte Waitzmann mit: in den Karl-May-Verfilmungen Durchs wilde Kurdistan (1965) und Winnetou und Shatterhand im Tal der Toten (1968).
Außerdem wirkte er in zahlreichen Fernsehproduktionen wie den Straßenfegern Es ist soweit und Tim Frazer aus der Reihe der Durbridge-Verfilmungen mit.

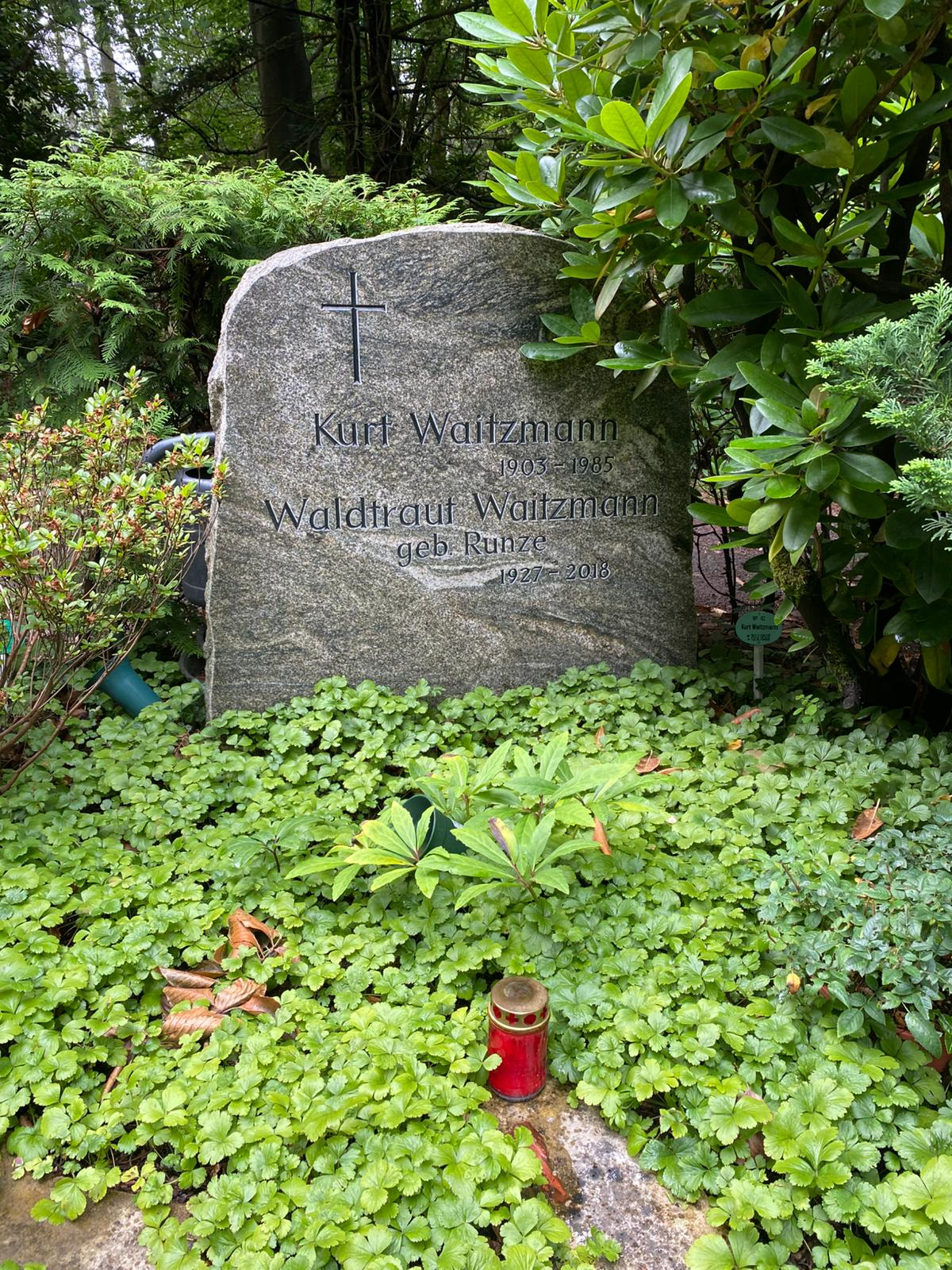
Grabstätte auf dem Parkfriedhof Lichterfelde

Darüber hinaus arbeitete er ab 1950 umfangreich als Synchronsprecher und lieh seine Stimme u. a. Eddie Albert (Airport 80), Lew Ayres (Kampfstern Galactica), Whit Bissell (Warlock), Cyril Cusack (Die schwarze Füchsin), Leif Erickson (u. a. Jedes Kartenhaus zerbricht), James Mason (The Verdict), André Morell (Ben Hur), Harry Morgan (Cimarron), Charles Vanel (Drei Brüder) und Robert Sterling in der Verfilmung des Musicals Show Boat Mississippi-Melodie.
Bekannt wurde die sonore Stimme von Kurt Waitzmann vor allem durch die äußerst beliebte Hörspielserie Es geschah in Berlin, die 1951–1972 von RIAS Berlin produziert wurde und in der Waitzmann den Kommissar Z sprach.
Waitzmann war in erster Ehe ab 1939 mit der Schauspielkollegin Anneliese Uhlig und in zweiter Ehe mit Waltraud Runze verheiratet, die ebenfalls als Schauspielerin und Synchronsprecherin aktiv war. Sein Schwager Ottokar Runze machte sich als Regisseur, Darsteller und Sprecher einen Namen.
Kurt Waitzmann ruht neben seiner zweiten Ehefrau auf dem Parkfriedhof Lichterfelde (Feld NP 62).

## Filmografie (Auswahl)
- 1937: Unternehmen Michael
- 1937: Urlaub auf Ehrenwort
- 1938: Mordsache Holm
- 1938: Heiratsschwindler
- 1938: Am seidenen Faden
- 1939: Mann für Mann
- 1940: Zwischen Hamburg und Haiti
- 1949: Tragödie einer Leidenschaft
- 1949: Verspieltes Leben
- 1949: Mordprozess Dr. Jordan
- 1950: Fünf unter Verdacht
- 1950: Liebe auf Eis
- 1952: Der Kampf der Tertia
- 1953: Rote Rosen, rote Lippen, roter Wein
- 1953: Ich und Du
- 1954: Hoheit lassen bitten
- 1955: Roman einer Siebzehnjährigen
- 1956: Ein Mann muß nicht immer schön sein
- 1957: Made in Germany – Ein Leben für Zeiss
- 1958: Endstation Liebe
- 1958: Grabenplatz 17
- 1958: Der Czardas-König
- 1958: Rivalen der Manege
- 1959: Tausend Sterne leuchten
- 1959: Morgen wirst du um mich weinen
- 1960: Die Rote Hand
- 1960: Ich zähle täglich meine Sorgen
- 1960: Es ist soweit
- 1961: Robert und Bertram
- 1961: Immer Ärger mit dem Bett
- 1962: Das Geheimnis der schwarzen Koffer
- 1962: Tunnel 28
- 1963: Tim Frazer (Durbridge-Sechsteiler)
- 1964: Die Gruft mit dem Rätselschloß
- 1964: Der Hexer
- 1965: Neues vom Hexer
- 1965: Es geschah in Berlin (TV-Serie, 3 Folgen)
- 1965: Durchs wilde Kurdistan
- 1965: Der unheimliche Mönch
- 1966: Förster Horn: Schlingensteller am Werk (TV-Serie)
- 1966: Der Bucklige von Soho
- 1967: Der Mönch mit der Peitsche
- 1968: Der Hund von Blackwood Castle
- 1968: Winnetou und Shatterhand im Tal der Toten
- 1969: Goya
- 1969: Van de Velde: Das Leben zu zweit – Die Sexualität in der Ehe

## Synchronrollen (Auswahl)
Whit Bissell
- 1955: als FBI Agent Carson in An einem Tag wie jeder andere
- 1962: als Militärarzt in Botschafter der Angst
- 1984: als Claude Faraday in Hart aber herzlich

### Filme
- 1949: Russ Conway als Chief Agent Gunby in Die Menschenfalle
- 1957: Ben Alexander als Ab Begley in Des Teufels Lohn
- 1959: André Morell als Sextus in Ben Hur
- 1959: Hayden Rorke als Angestellter in Bettgeflüster
- 1959: Robert Douglas als Colonel Parker in Tarzan, der Herr des Urwaldes
- 1979: Eddie Albert als Eli Sands in Airport ’80 – Die Concorde
- 1980: John Gielgud als Dr. Esau in Die Formel
- 1982: Paul Frees als Mabruk in Das letzte Einhorn

### Serien
- 1964: als Mann vom Ausschuss in Die Unbestechlichen
- 1967: John Cater als Jarvis in Mit Schirm, Charme und Melone
- 1979: Thayer David als Meeker in Drei Engel für Charlie
- 1982: Charles Page als Joe Wellart in Dallas
- 1984: Whit Bissell als Claude Faraday in Hart aber herzlich

## Theater
- 1934: Friedrich Forster: Alle gegen Einen – Einer für Alle – Regie: Bernhard Graf Solms: (Friedrich-Theater Dessau)
- 1934: Ladislaus Bus-Fekete: Töchter Ihrer Exzellenz – Regie: Hans Gerhard Bartels (Friedrich-Theater Dessau)
- 1936: Ludwig Thoma: Moral – Regie: Lucie Höflich (Volksbühne Berlin)
- 1947: David Kalisch: 100000 Taler (Stullmüller) – Regie: Walter Gross (Theater am Schiffbauerdamm Berlin)
- 1947: Lew Scheinin/Gebrüder Tur: Oberst Kusmin – Regie: Robert Trösch (Theater am Schiffbauerdamm Berlin)
- 1947: Bruno Frank: Sturm im Wasserglas (Theater am Schiffbauerdamm Berlin)
- 1948: John Boynton Priestley: Ein Inspektor kommt – Regie: Fritz Wisten (Theater am Schiffbauerdamm Berlin)
- 1953: Noël Coward: Wechselkurs der Liebe – Regie: Kurt Raeck (Renaissance-Theater Berlin)
- 1954: Franz und Paul von Schönthan: Der Raub der Sabinerinnen – Regie: Valérie von Martens (Renaissance-Theater Berlin)
- 1957: Robert Maugham: Halluzinationen – Regie: Kurt Raeck (Renaissance-Theater Berlin)
- 1973: Frederick Loewe/Alan Jay Lerner: My Fair Lady – Regie: Sven Age Larsen/Christian Wölffer (Theater des Westens Berlin)
- 1985: Marc-Gilbert Sauvajon: Bezaubernde Julia – Regie: Horst Heinze (Renaissance-Theater Berlin)

## Hörspiele (Auswahl)
- 1947: John Boynton Priestley: Die fremde Stadt – Bearbeitung und Regie: Hedda Zinner (Berliner Rundfunk)
- 1951: Günter Neumann: Salto mortale. Ein Problemstück mit Gesang und Tanz (Kurt Wagner, Westberliner Redakteur) – Komposition: Günter Neumann, Regie: Ernst Schröder, Hans Rosenthal (Theatermitschnitt – RIAS Berlin)
- 1951–1972: Es geschah in Berlin (als "Kommissar Zett" in allen 499 Folgen) – Regie: Werner Völkel, Werner Oehlschläger, u. a. (RIAS Berlin)
- 1976: Charles Dickens: Oliver Twist (Brownlow) – Regie: Rolf Ell (ariola LP 27 976 XAW)